# Вапнякові губки
Вапняко́ві гу́бки (Calcarea) — клас морських тварин типу Губки. Відомо близько 500 видів, поширених у Світовому океані за винятком великих глибин. Відрізняються від інших губок вмістом в скелеті карбонату кальцію.

## Систематика
- Надряд Pharetronida Zittel, 1878
- Підклас Calcaronea Bidder, 1898
  - Ряд Baerida Borojevic, Boury-Esnault & Vacelet, 2000 — Беридові
    - Родина Baeriidae Borojevic, Boury-Esnault & Vacelet, 2000
      - Рід Baeria Miklucho-Maclay, 1870
        - Вид Baeria ochotensis
        - Вид Baeria ramsayi

      - Рід Eilhardia Poléjaeff, 1883
      - Рід Lamontia Kirk, 1895
      - Рід Leuconia Grant, 1833
      - Рід Leucopsila Dendy & Row, 1913

    - Родина Lepidoleuconidae Vacelet, 1967
    - Родина Trichogypsiidae Borojevic, Boury-Esnault & Vacelet, 2000

  - Ряд Leucosolenida Hartman, 1958 — Левкосоленіди
  - Ряд Lithonida Vacelet, 1981 — Літоніди
- Підклас Calcinea
  - Ряд Clathrinida Hartman, 1958 — Клатриніди
    - Родина Clathrinidae Minchin, 1900
    - Родина Leucaltidae Dendy & Row, 1913
    - Родина Leucascidae Dendy, 1892
    - Родина Leucettidae de Laubenfels, 1936
    - Родина Levinellidae Borojevic & Boury-Esnault, 1986
    - Родина Soleneiscidae Borojevic, Boury-Esnault, Manuel & Vacelet, 2002

  - Ряд Murrayonida Vacelet, 1981 — Муррайоніди
    - Родина Lelapiellidae Borojevic, Boury-Esnault & Vacelet, 1990
    - Родина Murrayonidae Dendy & Row, 1913
    - Родина Paramurrayonidae Vacelet, 1967